# Jean-Louis Planche
Jean-Louis Planche est un historien français, membre du Groupe de recherches sur le Maghreb et le Moyen-Orient, spécialiste de l'Algérie à l'époque coloniale.

## Publications
- Sétif, 1945, histoire d'un massacre annoncé, Perrin, 2006[2]
- Sétif 1945, chronique d'un massacre annoncé
- Les massacres de mai-juin 1945 vus par l'Office of Strategic Services "O.S.S."
- Alger, 1860-1939: le modèle ambigu du triomphe colonial
- Intelligentsias francisées (?) au Maghreb colonial